# ベラ・セシナ
ベラ・セシナ（Вера Валерьевна Сесина、英：Vera Sessina、1986年2月23日 - ）は、ロシアの元新体操選手。

## 経歴
一時代を築いたアテネオリンピックの新体操女王アリーナ・カバエワの後継者として、柔軟性の高さとそれに伴う高難度の技を演技に多く取り入れ、高得点をマークし、同じくガス・プロム所属のオルガ・カプラノワ・ウクライナのアンナ・ベッソノワとしのぎを削っている。
2007年の世界新体操選手権大会では僅差でウクライナのアンナ・ベッソノワに敗れ、個人総合2位となり長年続いたロシアの王座を手放した。2009年7月25日引退。
- 2005年、イオンカップ　シニア個人総合2位
- 2005年、世界新体操選手権大会 種目別：リボン1位
- 2006年、ヨーロッパ選手権　個人総合1位
- 2006年、イオンカップ シニア個人総合3位
- 2007年、モスクワグランプリ　個人総合2位
- 2007年、世界新体操選手権大会 個人総合2位、種目別：ロープ・リボン1位